# Cantos
Cantos (engelsk titel: The cantos) är ett långt men ofullbordat diktverk skrivet av Ezra Pound. Det är indelat i 120 cantoner, och dessa skrevs i omgångar mellan 1915 och 1962. Liksom i Pounds övriga poetiska texter är ekonomi, governance (politisk styrning) och kultur en integrerad del av innehållet. Cantos räknas som ett av de stora poetiska verken under 1900-talet. Ursprungligen publicerades Cantos i form av separata sektioner, där varje sektion innehöll ett flertal kanton och som numrerades med romerska siffror (utom cantona 85–109, vilka först namngavs med arabiska siffror). Den kompletta kollektionen av canton publicerades 1987. Cantos I–XVII översattes till svenska av Lars Forssell och gavs ut på Bo Cavefors bokförlag 1959. Cantos XVIII–XXX översattes av Mario Grut och gavs ut på samma förlag två år senare.

## Sånger från Pisa
Sektionen som han skrev under slutet av andra världskriget, när han var internerad i det av USA ockuperade Italien, har blivit känd som Sånger från Pisa (The Pisan cantos). För den sektionen fick han motta Bollingenpriset (Bollingen Prize) 1948. Att detta pris gick till Ezra Pound var mycket kontroversiellt eftersom Pound förklarats som förrädare i sitt hemland, och eftersom han även diagnostiserats som mentalt sjuk. 

## Struktur
Diktverket saknar handling och distinkt slut, varför det vid en första anblick kan te sig kaotiskt och strukturlöst. 

## Kontroverser
Cantos har alltid betraktats som en kontroversiell text. Till en början berodde detta på att skrivsättet var av en mer experimentell natur än vanligt. Efter 1940, när Pounds ställningstagande för Mussolinis fascism blev allmänt känt, bidrog detta till verkets kontroversiella status. I synnerhet har den kritiska granskningen fokuserat på förhållandet mellan Pounds antisemitism och attityder till fascism, hans teorier om ekonomi, styrelseskick och ränta samt hur han beskrev historien och själva skrivsättet. 